# Herman Verbauwen
Herman Verbauwen (1944) was in de jaren 1960 een olympische deelnemer in het zwemmen voor België. Na zijn zwemcarrière richt hij in Eeklo MZV (Meetjeslandse Zwemvereniging) op. In de hoedanigheid van trainer heeft hij menig Belgisch kampioenen opgeleid, waaronder zijn twee dochters Carine Verbauwen en Pascale Verbauwen. Hij staat mee aan de wieg van een nieuwe succesvolle zwemformatie, genaamd MEGA Zwemteam.
Nu is hij nog steeds trainer van een jonge beloftevolle competitiegroep in Middelkerke DMI 